# Avidemux
Avidemux – program do nieliniowej edycji wideo opracowany na licencji GNU GPL. Najnowsze wersje są przeznaczone dla systemów Microsoft Windows, Linux, BSD, macOS. Program wydawany jest w dwóch wersjach: 32- i 64-bitowej.
Program pozwala na edycję plików wideo, dodawanie efektów (zwanych w Avidemux filtrami), kodowanie materiału do innego formatu, kadrowanie, a także zmianę rozdzielczości materiału wideo. Aplikacja obsługuje wiele formatów plików wideo, między innymi: AVI, FLV, MPEG, MPEG-2, MPEG4, MKV, MOV. Akceptowane proporcje obrazu to: 4:3 i 16:9 w PAL, NTSC.
Interfejs graficzny programu został napisany przy użyciu GTK+ oraz Qt.